# Palaquium petiolare
Palaquium petiolare är en tvåhjärtbladig växtart som först beskrevs av George Henry Kendrick Thwaites, och fick sitt nu gällande namn av Adolf Engler. Palaquium petiolare ingår i släktet Palaquium och familjen Sapotaceae.
Artens utbredningsområde är Sri Lanka. Inga underarter finns listade i Catalogue of Life.